# Tesla Bot

Tesla Bot, también conocido como Optimus, es un proyecto de robot humanoide en desarrollo por Tesla, Inc. 
Se anunció en el evento del Día de la Inteligencia Artificial (IA) de la compañía el 19 de agosto de 2021. Elon Musk, presidente de Tesla, afirmó durante el evento que Tesla probablemente construiría un prototipo en 2022.  Musk ha dicho que cree que Optimus "tiene el potencial de ser más significativo que el negocio de vehículos con el tiempo".

## Historia
El 7 de abril de 2022, se presentó una exhibición del producto en las instalaciones de fabricación de Tesla Giga Texas durante el evento Cyber Rodeo. Musk dijo que espera tener el robot listo para la producción en 2023 y afirmó que Optimus eventualmente podrá hacer "cualquier cosa que los humanos no quieran hacer". 
En junio de 2022, Musk anunció que el primer prototipo que Tesla espera presentar más adelante en 2022 en el segundo evento AI Day no se parecerá en nada al modelo de pantalla en Cyber Rodeo. 
En septiembre de 2022, se exhibieron prototipos semifuncionales de Optimus en el segundo Día de la IA de Tesla.  Un prototipo era capaz de caminar por el escenario y otra versión más elegante podía mover sus brazos.
En septiembre de 2023, Tesla lanzó un video que demuestra a Optimus haciendo nuevas actividades, incluida la clasificación de bloques de colores por color y la demostración de su flexibilidad al mantener una postura de yoga. 

## Especificaciones
Se planea que Tesla Bot mida 5 pies 8 pulgadas (173 cm) de alto y pese 125 libras (57 kg). Según la presentación realizada durante el primer evento del Día de la IA, un Tesla Bot será "controlado por el mismo sistema de IA que Tesla está desarrollando para el avanzado sistema de asistencia al conductor utilizado en sus automóviles" y tendrá una capacidad de carga de 45 lb (20 kg).  Las tareas propuestas para el producto son las que son "peligrosas, repetitivas y aburridas", como proporcionar asistencia de fabricación.

## Recepción

### Reacciones iniciales
Poco después del primer evento del Día de la IA, muchas publicaciones reaccionaron con escepticismo sobre el producto propuesto. Bloomberg News afirmó que tal producto constituía un "avance de la misión" y se encontraba fuera de "las iniciativas de energía limpia de la compañía".  El Washington Post argumentó que "Tesla tiene un historial de exagerar los plazos y prometer demasiado en sus presentaciones de productos y presentaciones para inversores".  The Verge señaló de manera similar que "la historia de Tesla está llena de ideas fantasiosas que nunca funcionaron ... nadie sabe si un Tesla Bot en funcionamiento alguna vez verá la luz del día" y, en un editorial, describió la revelación de Tesla Bot como una "extraña y brillante tontería". 
El progreso realizado con los prototipos mostrados en el segundo AI Day fue elogiado por algunos comentaristas. ] Otros comentaristas estipularon que todo lo que se mostró en estas últimas presentaciones ya había sido logrado por otros programas de robótica, y que parece haber poco que sugiera que Tesla podría "superar a otras compañías que trabajan en cosas similares". 

### Opiniones de expertos
Carl Berry, profesor de ingeniería robótica, describió la presentación del Día de la IA 2021 como "la exageración exagerada habitual".  Después de la exhibición de Tesla Bot en el evento Cyber Rodeo, el investigador Gary Marcus declaró que "apostaría a que ningún robot podrá realizar todas las tareas humanas para fines de 2023". 
Después de la segunda presentación del Día de la IA, Deutsche Welle citó a expertos (el investigador de IA Filip Piekniewski, la experta en robótica Cynthia Yeung y el director ejecutivo de Mass Robotics Tom Ryden) que llamaron al proyecto una "estafa completa y absoluta", cuestionaron cuán avanzado era realmente y criticaron la elección de una forma humanoide. 